# 第87回ニューヨーク映画批評家協会賞
87th NYFCC Awards

2021年12月3日
作品賞: 

ドライブ・マイ・カー
第87回ニューヨーク映画批評家協会賞は2021年の映画を対象とした賞で、2021年12月3日に受賞者が発表された。

## 受賞
- 作品賞：
  - 『ドライブ・マイ・カー』

- 監督賞：
  - ジェーン・カンピオン - 『パワー・オブ・ザ・ドッグ』

- 主演男優賞 
  - ベネディクト・カンバーバッチ - 『パワー・オブ・ザ・ドッグ』

- 主演女優賞：
  - レディー・ガガ - 『ハウス・オブ・グッチ』

- 助演男優賞：
  - コディ・スミット＝マクフィー - 『パワー・オブ・ザ・ドッグ』

- 助演女優賞：
  - キャスリン・ハンター - 『マクベス』

- 脚本賞：
  - ポール・トーマス・アンダーソン - 『リコリス・ピザ』

- 撮影賞：
  - ヤヌス・カミンスキー - 『ウエスト・サイド・ストーリー』

- アニメ映画賞：
  - 『ミッチェル家とマシンの反乱』

- 外国語映画賞：
  - 『わたしは最悪。』（ ノルウェー）

- ノンフィクション映画賞：
  - 『FLEE フリー』

- 第一回作品賞：
  - マギー・ジレンホール - 『ロスト・ドーター』

- 特別賞：
  - マーシャル・ファイン
  - マヤ・ケイド
  - ダイアン・ワイエルマン